# Pierre et Gilles
Pour les articles homonymes, voir Gilles.
Pierre et Gilles est le pseudonyme du couple d'artistes plasticiens français formé par le photographe Pierre Commoy, né le 15 août 1950 à La Roche-sur-Yon, et le peintre Gilles Blanchard, né le 9 décembre 1953 au Havre (Sainte-Adresse plus précisément). Ils vivent et travaillent au Pré-Saint-Gervais (région parisienne).
Depuis 1976, ils développent une œuvre à quatre mains entre peinture et photographie. Leurs tableaux mettent en scène personnages anonymes ou célèbres, dans des décors sophistiqués construits grandeur nature en atelier. Une fois la photographie tirée sur toile, commence un méticuleux travail de peinture. Ces créateurs d’images ont constitué une iconographie singulière explorant la frontière entre l’histoire de l’art et culture populaire.

## Biographie
L'un, Pierre, né en Vendée en 1950, étudie la photographie à Genève, tandis que l'autre, Gilles, né en 1953 dans une commune de Seine-Inférieure, passe son diplôme à l'école des Beaux arts du Havre. Pierre passe sa jeunesse à La Roche-sur-Yon ; enfant il imagine « travailler dans un cirque ».
Après son service militaire, en 1972, Pierre s'installe à Paris et commence à travailler pour différents magazines dont Rock & Folk, Depeche mode, Interview et Façade. Gilles s'installe à Paris la même année, fait des collages, collectionne les photomatons et réalise des illustrations pour la publicité et des magazines. Il découvre le travail d'Annette Messager, avec qui il correspond pendant un an. Pierre et Gilles se rencontrent en 1976, lors de l'inauguration d'une boutique Kenzo, et commencent une vie commune. Ils installent leur premier appartement et atelier rue des Blancs-Manteaux à Paris. Leur collaboration débute, Pierre en tant que photographe et Gilles en tant que peintre. Ils publient leurs premières commandes dans la revue Façade. Ils enchaînent les rencontres et photos avec Andy Warhol, Iggy Pop, Françoise Hardy, Salvador Dalí, Mick Jagger...
« L'histoire d'amour est arrivée avant la collaboration », raconte Gilles. « Gilles collectionnait les photomatons depuis 1968 et on avait fait une nouvelle série de portraits inspirés de cela. Mais les tirages étaient un peu ternes. » « Alors Gilles a eu l'idée de peindre par-dessus et inventé en quelque sorte Photoshop », sourit Pierre. « Notre première œuvre commune, c'est Edwige, la reine des punks. Et on a enchaîné pour le magazine Façade avec Iggy Pop. Quel souvenir ! Il sortait du lit avec une fan. On lui a enfilé une chemise blanche mais en bas, il est resté à poil toute la séance. ». Peu après, ils signent des images de Paquita Paquin ou de la styliste Adeline André. Au départ, ils utilisent leurs deux noms complets pour signer.
À la fin des années 1970 et début des années 1980, c'est le début de l'époque du Palace, pour lequel ils réalisent des affiches et des cartons d'invitation. Le duo fréquente Le Sept ou Le Palace avec leurs amis Christian Louboutin, Eva Ionesco, Patrick Sarfati ou Djemila Khelfa. Ils créent également la pochette d'un album du groupe new wave Mathématiques modernes, et des photos avec Serge Nubret, Yves Saint Laurent, Andrée Putman, Bernadette Lafont, etc. À leur retour d'un premier voyage en Inde en 1979, où ils ont découvert les films de Bollywood, ils débutent une collaboration avec le couturier Thierry Mugler. Première pochette d'album avec Amanda Lear Diamonds for Breakfast en 1980 et aussi pochettes de disques pour Philippe Krootchey, Marie France, etc.
En 1981, alors que François Mitterrand vient d’être élu à la présidence de la République française, Le Figaro Magazine leur passe commande d'une image représentant Adam et Ève. Eva Ionesco et Kevin Luzac se prêtent au jeu et posent nus, sur un fond bleu céleste et des fleurs. Le cliché est refusé par Le Figaro, mais, deux ans plus tard, en 1983, il fait la une du magazine Actuel. C'est un tournant dans leur travail,. Ils créent leur première série aux Maldives et Sri Lanka, sur les enfants des voyages. En 1983, ils organisent leur première exposition personnelle (à deux) à la galerie Texbraun, à Paris,. En 1984, ils exposent aux Ateliers 84 à l'ARC Musée d'Art moderne de Paris. Ils adoptent Bibic leur perroquet vert qui figure sur la pochette d'un album d'Étienne Daho. Ils rencontrent Lio et la chanteuse japonaise Sandii (en). En 1985, ils réalisent leurs premiers clips avec le groupe Mikado, ainsi qu'une exposition au Art Ginza space de Tokyo.
De 1986 à 1996, Pierre et Gilles sont représentés par la galerie Samia Saouma à Paris. 1986, c'est l'exposition des naufragés et des pleureuses dans cette galerie. Ils abordent les thèmes religieux et les saints. Ils travaillent avec Tomah, un jeune Laotien qui devient leur styliste et assistant pendant 10 ans. 1989 marque le début de leur amitié avec Marc Almond avec qui ils réalisent la vidéo A lover spurned. Ils rencontrent Arielle Dombasle, Nina Hagen, Boy George et Serge Gainsbourg. Depuis 1990, ils résident et travaillent au Pré-Saint-Gervais. Ils effectuent de nombreux voyages en Asie et découvrent la Russie. Ils exposent en 1992 au musée d'art moderne Diaghilev de Saint-Pétersbourg et à Moscou en 1995. En 1993, ils reçoivent le grand prix de photographie de Paris. En 1994, Polly Fey leur est présentée par Enzo junior, un ami modèle. Puis ce sont les rencontres avec Catherine Deneuve, Madonna, Jeff Stryker, Lolo Ferrari, Sylvie Vartan, Aiden Shaw. En 1995, ils exposent à la galerie Roslyn Oxley à Sydney, réalisent l'affiche du mardi gras Gay & Lesbian et rencontrent Kylie Minogue. En 1996 a lieu la première rétrospective qui leur est consacré à la Maison européenne de la photographie à Paris.
À partir de 1997, Pierre et Gilles sont représentés par la galerie Jérôme de Noirmont à Paris, jusqu'en 2007, puis par la galerie Templon. Ils font la connaissance de Kenneth Anger à la galerie du jour Agnès b.. Rencontres et photos avec Jean Marais, Juliette Gréco, Siouxsie, Claudia Schiffer, Naomi Campbell, Deee-Lite, Aiden Shaw Amanda Lepore et les 2Be3. En l'an 2000, ils participent à l'exposition La Beauté, en Avignon, pour laquelle ils produisent Radha, Krishna et la Fanny. Première  rétrospective au New Museum de New York. Ils rencontrent James Bidgood, le metteur en scène du film Pink Narcissus, et réalisent plusieurs images de Laetitia Casta.
Des artistes connus et des personnalités ont été photographiés par Pierre & Gilles : dans le monde de l'art Christian Boltanski, Andy Warhol, Salvador Dalí ; de la musique : Madonna, Serge Gainsbourg, Sylvie Vartan, Kylie Minogue, Étienne Daho, Boy George, Mick Jagger, Iggy Pop, Françoise Hardy, Choi Seung Hyun, CL, Clara Luciani, Eddy de Pretto, Juliette Gréco, Marc Almond, Siouxsie Sioux, Juliette Armanet, Stromae, Dani, Lio, Deee-Lite, Nina Hagen, Sheila, Mireille Mathieu, Marilyn Manson, Amanda Lear, Gloria Lasso, Marie France, 2Be3, Erasure, Mathieu Chédid, Mikado, Khaled, Régine, Conchita Wurst, Lillywood ; du cinéma : Arielle Dombasle, Rossy de Palma, Isabelle Huppert, Charlotte Rampling, Catherine Deneuve, Marie Gillain, Salim Kéchiouche, Jérémie Renier, Natacha Régnier, Laetitia Casta, Tilda Swinton, Claudia Cardinale, Jean Marais, Béatrice Dalle, Tony Ward, Julie Depardieu, Audrey Tautou, Hafsia Herzi, Dominique Blanc, Jean Carmet, Julie Delpy Anna Mouglalis, Catherine Jourdan, Bernadette Lafont, Marina Foïs, Sylvie Joly, Dita von Teese ; du porno : Jeff Stryker, Aiden Shaw, François Sagat ; de la mode : Yves Saint Laurent, Jean-Paul Gaultier, Karl Lagerfeld, Marc Jacobs, Thierry Mugler, Adeline André, Fifi Chachnil, Olivier Rousteing, Naomi Campbell, Claudia Schiffer, Bettina ; du sport : Serge Nubret, Russell Westbrook, Alain Boghossian, Gregory van der Wiel ; de la littérature : Amélie Nothomb,,,. Un portrait de la chanteuse Lio, réalisé en 1991, et intitulé La Madone au cœur blessé est vendu à New York, en 2003, 196 500 dollars, un montant record pour une photographie par des artistes vivants,.
Ils ont également réalisé des pochettes de disque  pour Amanda Lear et l'album Diamonds for Breakfast en 1980, pour Mathématiques modernes en 1980, pour Lio et son album les brunes comptent pas pour des prunes en 1986, Indochine et leur album Tes yeux noirs en 1985, Deee-Lite et leur album Good beat en 1991, pour Erasure et leur album Wild! en 1989,  pour Mikado en 1985, pour Les Calamités en 1987, pour The Adventures Of Ghosthorse & Stillborn de CocoRosie, pour Les Douleurs de l'Ennui du groupe français Opera Multi Steel, pour Étienne Daho et son deuxième album La Notte en 1984, et à nouveau pour l'album Reserection (album commun avec le groupe Saint Étienne) en 1995, pour Marc Almond et l'album Enchanted 1990, pour Sylvie Vartan et son album Toutes peines confondues en 2009, pour The Creatures et leur album Anima Animus en  1999, pour l'album Shadows en 2015 de Lilly Wood and the Prick, etc.[réf. souhaitée]
Zahia Dehar qui connait leur travail les contacte ; ils photographient ainsi l'ancienne call-girl devenue mannequin, détournée en Marianne. La photographie est publiée quelques heures avant les attentats de Paris. Elle est ensuite reprise sur Twitter par ses auteurs, en réaction aux attentats du 13 novembre 2015. La jeune femme est au centre du cliché, un bonnet phrygien sur la tête et un tissu cachant très peu sa poitrine dénudée. Au-delà de la provocation, c'est, selon l'interprétation de Hugo-Pierre Gausserand dans le journal Le Figaro une façon pour Pierre et Gilles de marquer leur sympathie pour une génération qui s'amuse, boit en terrasse des bars et fait la fête au Bataclan ou au Stade de France.

## Inspirations
Pierre et Gilles sont connus pour leurs photographies retouchées à la peinture qu'ils réalisent ensemble depuis leur rencontre développant une image qualifiée de « kitsch et clinquante ». Bien qu'issus du domaine de la presse, ils se revendiquent comme artistes et artisans. Ces œuvres abordent des thèmes de la culture pop, de la culture gay, de la pornographie mais aussi de la religion, un de leurs thèmes les plus importants, tout en se défendant d'aller jusqu'au blasphème :
« Nous avons le goût du mystique. Il est très difficile de séparer art et religion. »

Leurs œuvres sont souvent qualifiées de romantiques par la presse : La madone au cœur blessé (1991), Mercure (2001), For ever (Stromae) (2014), Adam et Eve (1981), Vive la France (2006) et Marianne (2015) sont parmi les plus célèbres. Pierre et Gilles définissent leur travail ainsi : 

« On aime idéaliser mais on parle aussi de la mort, du mystère et de l'étrangeté de la vie. Il y a autant de douceur que de violence dans nos images… »

Dans le cadre de l'exposition Age of Classics ! L'Antiquité dans la culture pop au Musée Saint-Raymond, Musée d'archéologie de Toulouse, ils répondent à quelques questions sur leurs relations avec l'antiquité classique. Ils y affirment s'inspirer de nombreuses mythologies : la mythologie moderne avec par exemple l'image du cowboy, la mythologie chrétienne avec les images d'Adam ou de Saint Sébastien, la mythologie hindoue avec l'image de Krishna et surtout la mythologie grecque avec les images de Narcisse ou Achille. Ces inspirations leur viennent de plusieurs sources : cours d'histoire et cours de catéchisme pendant leur enfance, le cinéma pour Pierre et l'art pour Gilles : « Les mythologies, les dieux et demi-dieux nous fascinaient.  Ces histoires nous transportaient […] dans un monde de rêve, de cruauté et de miracles où le divin côtoie l'histoire. »

## Œuvres

### Œuvres (sélection) et titres de séries
- Grimaces, 1977[35]
- Palace, affiches et cartons d'invitation, 1978
- Adam et Ève, 1982[11]
- Etienne Daho,1983[29]
- Garçons de Paris, 1983
- Paradis, 1983
- Naufragés, 1986
- Pleureuses, 1986
- Les saints, à partir de 1988
- Saint Sebastien, 1988
- Le petit communiste, 1990
- Meduse, 1990
- La madone au cœur blessé, 1991
- Les mariés, 1992
- Le petit jardinier, 1993
- Jolis Voyous, 1995
- Plaisirs de la forêt, 1995
- Comme un garçon, 1996
- Les amoureux, 1998
- Dans le port du Havre, 1998
- Mercure,2001
- David et Jonathan, 2005
- Vive la France, 2006
- Wonderful town, 2007- 2009
- Le printemps arabe, 2012
- Oreste, 2013
- For ever[36], 2014
- Marianne [37], 2015
- En plein coeur, 2016

### Affiches de films
- 1991 : La Reine blanche de Jean-Loup Hubert
- 1998 : Le Traité du hasard de Patrick Mimouni
- 1999 : Les Amants criminels de François Ozon
- 1999 : Superlove de Jean-Claude Janer
- 2000 : Presque rien de Sébastien Lifshitz
- 2016 : Souvenir de Bavo Defurne

## Expositions

### Expositions personnelles (sélection)
1983 :
- Pierre et Gilles, Galerie Texbraun, Paris, France[38].

1985 :
- Pierre et Gilles, Galerie Saluces Art Contemporain, Avignon, France[38].
- Pierre et Gilles, The Art Ginza Space, Tokyo, Japon[38].

1986 :
- Naufragés et Pleureuses, Galerie Samia Saouma, Paris, France.
- Pierre et Gilles- Naufrage, Galerie des Arènes, Nîmes, France[38].

1988 :
- Les Saints, Galerie Samia Saouma, Paris, France[38].

1990 :
- Pierre et Gilles, Hirschl & Adler Modern, New York, États-Unis[38].
- Pierre et Gilles, Exposition itinérante, Parco Par II de Shibuya, Tokyo; Osaka, Japon[38].

1992 :
- Pierre et Gilles, Raab Galerie, Londres, Angleterre.
- Pierre et Gilles, Russisches Museum, Diaghilev Center of Modern Art, Saint Petersbourg, Russie[38].
- Pierre et Gilles, Raab Galerie, Berlin, Allemagne[38].

1993 :
- Pierre et Gilles, Galerie Samia Saouma, Paris, France.
- Absolut Peep-Show, Raab Gallery, Londres, Angleterre.
- Pierre et Gilles, Galerie du Salon, D.R.A.C. des Pays de la Loire, Nantes, France.
- Pierre et Gilles, Galleria Il Ponte, Rome, Italie[38].

1994 :
- Pierre et Gilles, Le Case d’Arte, Milan, Italie[38].
- Pierre et Gilles, Chapelle du Méjan, Rencontres Internationales de la Photographie, Arles, France[38].

1995 :
- Annual’95, Shiseido Gallery, Ginza Art Space, Tokyo, Japon.
- Pierre et Gilles, Exposition itinérante : Roslyn Oxley9 Gallery, Sydney, Australie; Australian Center for Contemporary Art, Melbourne, Australie; Wellington City Art Gallery, Wellington, Nouvelle-Zélande; Auckland City Art Gallery, Auckland, Nouvelle-Zélande[38].

1996 :
- Pierre et Gilles, Vingt Ans d’Amour(1976-1996), Maison européenne de la photographie, Paris, France[38].
- Pierre et Gilles, A.C.C. Galerie, Weimar, Allemagne[38].
- Les Plaisirs de la Foret - Jolis Voyous, Galerie Max Hetzler, Berlin, Allemagne[38].

1997 :
- Pierre et Gilles - Grit and Glitter, Gallery of Modern Art, Glasgow, Écosse.
- Die Welt Von Pierre et Gilles, Fotomuseum, Munich, Allemagne.

1998 :
- Pierre et Gilles - Mémoire de Voyage, Shiseido Gallery, Ginza Art Space, Tokyo, Japon.
- Pierre et Gilles, Museo de Bellas Artes de València, Valence, Espagne[38].
- Douce Violence, Galerie Jérôme de Noirmont, Paris, France[39].

1999 :
- Pierre et Gilles, Turun Taidemuseo, Turku, Finlande[38].

2000 :
- Exposition itinérante : New Museum of Contemporary Art, New York, États-Unis[38]; The Yerba Buena Center for the Arts, San Francisco, États-Unis.

2001 :
- Arrache mon Cœur, Galerie Jérôme de Noirmont, Paris, France.

2002 :
- Arrache mon Cœur, Kunst HausWien, Vienne, Autriche.

2003 :
- Pierre et Gilles, Robert Miller Gallery, New York, États-Unis.
- Pierre et Gilles, Le Botanique - Centre Culturel de la Communauté Française en Wallonie, Bruxelles, Belgique.

2004 :
- Le Grand Amour, Galerie Jérôme de Noirmont, Paris, France[40].
- Beaut.iful Dragon, Rétrospective itinérante: Seoul Museum of Art, Corée du sud ; Singapore Art Museum, Singapour.

2005 :
- Rétrospective - Inauguration Moca, Museum of Contemporary Art, Shanghai, Chine

2006 :
- Un Monde parfait, Galerie Jérôme de Noirmont, Paris, France[41].

2007 :
- Double-Jeu (1976-2007), Jeu de Paume, Paris, France[42],[43]
- Pierre et Gilles, exposition itinérante : Moscow House of Photography, Moscou, Russie ; Palais de marbre, Musée Russe, Saint-Pétersbourg, Russie
- Correspondances Musée d’Orsay / Art Contemporain, Musée d’Orsay, Paris, France
- Pierre et Gilles, Galerie Andrea Caratsch, Zurich, Suisse.
- Un Monde parfait, Galerie Jérôme de Noirmont, Paris, France.

2008 :
- Pierre et Gilles, Galerie Lansar, Genève, Suisse.
- Pierre et Gilles, Sofia Art Gallery, Sofia, Bulgarie.

2009 :
- Wonderful Town, Galerie Jérôme de Noirmont, Paris, France[44].
- L’Apothéose du Sublime, Oi Futuro, Rio de Janeiro, Brésil.
- Pierre et Gilles- Rétrospective, C/O Berlin, Berlin, Allemagne.

2010 :
- Pierre et Gilles, Galeri Artist, Istanbul, Turquie

2014 :
- Carte blanche à Pierre et Gilles, Galerie des Gobelins, Paris, France.
- Héros, Galerie Daniel Templon, Paris, France[45].

2017 :
- Pierre et Gilles, Clair-Obscur, MuMa, Le Havre, France[46].
- Pierre et Gilles, Clair-Obscur, Musée d’Ixelles, Bruxelles, Belgique.

2018 :
- Looking at the Pictorial World, Seemingly Old and Voluptuous, K Museum of Contemporary Art, Séoul, Corée du Sud.
- Le génie du christianisme, FILAF, Chapelle basse du couvent des minimes, Perpignan, France.
- Le temps imaginaire, Galerie Templon, Paris, France[47].

2019 :
- Le goût du cinéma, Centre d’art La Malmaison, Cannes, France[48].
- La fabrique des idoles, Cité de la musique - Philharmonie de Paris, Paris, France[49].
- Errances immobiles, Galerie Daniel Templon, Paris, France, du 10 septembre au 31 octobre 2020[50]

- Nuit électrique, Galerie Daniel Templon, Paris, France, du 3 septembre au 26 octobre 2024[51],[52]

2025 :
- Mondes Marins, Les Franciscaines – Musée de Deauville, du 24 mai 2025 au 4 janvier 2026 [53],[54]

### Expositions collectives (sélection)
1984 :
- Ateliers 84, Musée d’Art Moderne de la Ville de Paris, Paris, France[38].

1986 :
- Philippe Charpentier, Piotr Klemensiewicz, Pierre et Gilles, Serge Plagnol…, Galerie Saluces, Avignon[55].
- La Magie de l’Image, Musée d’Art Contemporain, Montréal, Canada[38].

1987 :
- L’Exotisme au quotidien, Palais des Beaux-Arts, Charleroi, Belgique[38].

1990' :
- A Fotografia Actual em Franca, Fondation Gulbenkian, Lisbonne, Portugal[38].

1993 :
- À la Decouverte... de collections romandes I, F.A.E., Musée d’Art Contemporain, Pully-Lausanne, Suisse[38].
- Wit’s End, Museum of Contemporary Art, Sydney, Australie[38].

2018 :
- La photographie française existe… je l’ai rencontrée, Maison européenne de la photographie, Paris, France[56].

2019 :
- Voilé.e.s / dévoilé.e.s, Monastère Royal de Brou, Bourg-en-Bresse, France[57].

## Présence en collections (sélection)
- Musée National d’Art Moderne – Centre Pompidou, Paris, France
- Pinault Collection, Paris, France
- Musée d’art Contemporain, Montréal, Canada
- Museum of Fine Arts, Houston, États-Unis
- Maison européenne de la photographie, Paris, France
- Musée de la Photographie Charles Nègre, Nice, France
- Fondation Cartier pour l'art contemporain, Paris, France
- The Cultural Foundation Ekaterina, Moscou, Russie
- MaGMA Collection, Singapour
- Collection Lancôme, Paris France
- Institut Culturel Bernard Magrez, Bordeaux, France
- Musée des Beaux-Arts et de la Dentelle, Calais, France
- Groupe Lhoist, Limelette, Belgique
- Art Gallery of South Australia, Adélaïde, Australie
- Me Collectors Room / Stiftung Olbricht, Berlin, Allemagne
- Centre national des arts plastiques, Paris, France
- Frac Aquitaine, Bordeaux, France
- Frac des Pays de la Loire, Carquefou, France
- Getty Museum, Los Angeles, Etats-Unis

## Distinctions

### Décoration
- Officiers de l'ordre des Arts et des Lettres (2025)[58]
  - chevaliers en 2011[59]

### Reconnaissances
- Grand prix de photographie de la ville de Paris, 1993.
- Créateur sans frontières, CulturesFrance, 2008.

## Filmographie
- 1987 : Chez nous  (c'est comme ça ), Philppe Gautier Brigitte Cornand, Canal+, les films du siamois, 26 minutes.
- 1989 : The wonderful world of Pierre et Gilles, Channel 4.
- 1990 : Il m'intéressait seulement de voir mes yeux quand ils te regardent, portraits d'artistes, Alain Turpault, 1990
- 1993 : Entretien avec Michel Nuridsany (la vidéotheque des photographes) Bruno Trompier Maison européenne de la photographie.
- 1997 : Love stories[60], documentaire de Mike Aho, 57 minutes, production DAP Delegation aux Arts plastiques, avec la participation de Catherine Deneuve, Jean-Paul Gaultier, Rupert Everett, Étienne Daho, Sylvie Vartan, Nina Hagen, Kylie Minogue, Lolo Ferrari, ...
- 2019 : Dans une photo de Pierre et Gilles [61], documentaire d'Elisabeth Couturier et Chantal Lasbats[21], 52 minutes, réalisatrice Chantal Lasbats, production Morgane Production, avec la participation d'Eddy de Pretto et de Sylvie Vartan.